# Sollevamento pesi ai Giochi della XXVIII Olimpiade - +105 kg maschile

## Risultati
| Pos | Atleta                | Nazione       | Strappo (kg) | Slancio (kg) | Totale (kg) |
| --- | --------------------- | ------------- | ------------ | ------------ | ----------- |
| 1   | Hossein Rezazadeh     | Iran          | 210.0        | 263.5        | 473.5       |
| 2   | Viktors Ščerbatihs    | Lettonia      | 205.0        | 250.0        | 455.0       |
| 3   | Veličko Čolakov       | Bulgaria      | 207.5        | 240.0        | 447.5       |
| 4   | Hennadij Krasyl'nykov | Ucraina       | 200.0        | 240.0        | 440.0       |
| 5   | Oleksij Kolokol'cev   | Ucraina       | 195.0        | 242.5        | 437.5       |
| 6   | Paweł Najdek          | Polonia       | 190.0        | 240.0        | 430.0       |
| 7   | Shane Hamman          | Stati Uniti   | 192.5        | 237.5        | 430.0       |
| 8   | An Yong-kwon          | Corea del Sud | 202.5        | 225.0        | 427.5       |
| 9   | Igor Khalilov         | Uzbekistan    | 187.5        | 232.5        | 420.0       |
| 10  | Grzegorz Kleszcz      | Polonia       | 190.0        | 225.0        | 415.0       |
| 11  | Mohamed Masoud        | Egitto        | 185.0        | 220.0        | 405.0       |
| 12  | Takanobu Iwazaki      | Giappone      | 170.0        | 215.0        | 385.0       |
| 13  | Joel Bran             | Guatemala     | 160.0        | 210.0        | 370.0       |
| 14  | Itte Detenamo         | Nauru         | 155.0        | 192.5        | 347.5       |
| —   | Ronny Weller          | Germania      | 195.0        | —            | DNF         |
| —   | Stian Grimseth        | Norvegia      | 185.0        | —            | DNF         |
| —   | Ašot Danielyan        | Armenia       | —            | —            | DNF         |